# 勞里山
84°33′S 64°9′W / 84.550°S 64.150°W
勞里山（英語：Mount Lowry）是南極洲的山峰，位於伊莉莎白女王地，屬於彭薩科拉山脈中帕圖克森特山脈的一部分，處於里格利海崖西北面5公里，海拔高度1,020米，美國地質調查局根據測量和該國海軍的空中照片繪入地圖，現時由南極條約體系管理。